# Île Hanovre
Pour les articles homonymes, voir Hanovre (homonymie).
L'île Hanovre (en espagnol : Isla Hanover) est une île de l'archipel du même nom, dans le sud du Chili. Elle est administrativement rattachée à la région de Magallanes et de l'Antarctique chilien, en Patagonie chilienne ; elle fait partie de la réserve nationale Alacalufes.

## Géographie

### Situation et caractéristiques physiques
Les détroits qui la séparent des îles les plus proches, notamment l'île Presidente Gabriel González Videla, l'île Armonía au sud et l'île Farrel au nord-ouest, sont extrêmement resserrés, avec moins de cent mètres de largeur. À l'Est, elle est séparée de l'île Esperanza par le canal Esteban, large d'environ deux kilomètres,.
L'île mesure 811,9 kilomètres carrés et a une forme très découpée. La longueur de ses côtes est estimée à 479,8 kilomètres. Son relief est bien marqué, culminant à 1 158 mètres d'altitude, ne laissant que de rares espaces plats, situés peu au-dessus du niveau de la mer et, pour la plupart, occupés par de petits lacs.

### Population
L'île est inhabitée.

## L'île Hanovre dans la fiction

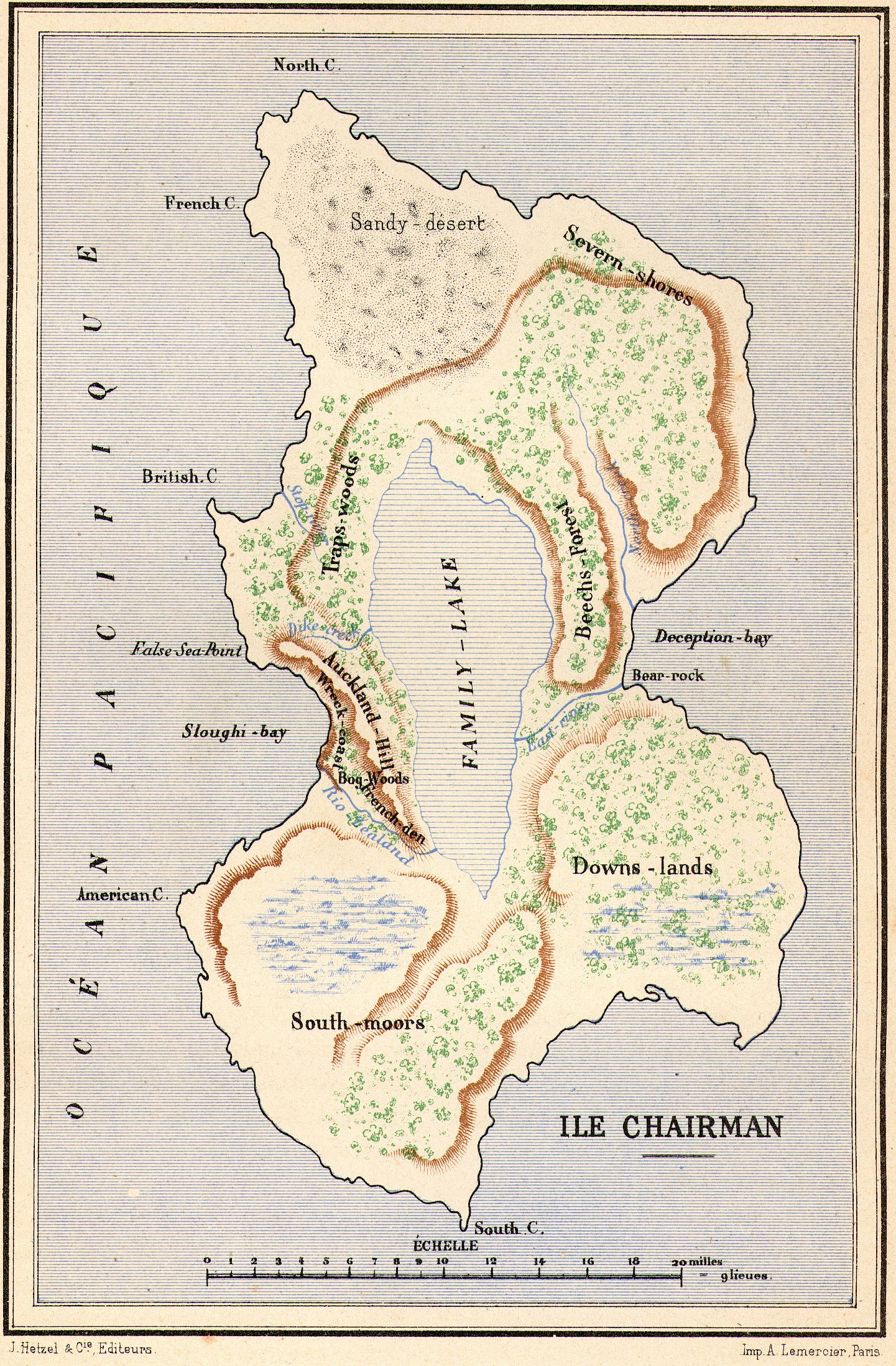
Carte de l’« île Chairman » (nom donné par Jules Verne à l'île Hanovre de fiction dans son roman Deux ans de vacances).

Jules Verne place sur cette île son roman Deux ans de vacances, paru en 1888, dans lequel un groupe d'enfants naufragés venus d'Auckland en Nouvelle-Zélande s'organisent pour vivre par leurs propres moyens pendant presque deux années (les jeunes naufragés baptisent cette île du nom de Chairman, la pension dont ils sont issus).
Les caractéristiques de l'île du roman sont entièrement différentes (qu'il s'agisse de la forme générale de l'île, de son relief, de sa végétation ou encore de son isolement océanique) des réelles caractéristiques de l'île Hanovre.